# Allan Nørregaard
Allan Nørregaard Christensen (* 19. März 1981 in Kolding) ist ein dänischer Segler.

## Erfolge
Allan Nørregaard nahm an den Olympischen Spielen 2012 mit Peter Lang in der 49er Jolle teil und beendete den Wettkampf auf dem dritten Platz hinter dem australischen und dem neuseeländischen Boot, womit er die Bronzemedaille gewann. Im selben Jahr wurde er in Zadar mit Lang auch Dritter bei den Weltmeisterschaften. 2016 startete er in Rio de Janeiro in der Bootsklasse Nacra 17 und kam mit Anette Viborg nicht über den zwölften Platz hinaus. Mit Viborg wurde er 2016 in Clearwater Vizeweltmeister im Nacra 17.